# Boston Blazers
Boston Blazers – zawodowa drużyna lacrosse w National Lacrosse League w dywizji wschodniej. Zespół ten nie jest powiązany w żaden sposób z zespołem o tej samej nazwie, który grał w NLL w latach 1992–1997. Zespół ma rozpocząć rozgrywki w sezonie 2009.

## Informacje
- Data założenia: 2007
- Trener: Tom Ryan
- Arena: TD Garden
- Barwy: czerwono-biało-czarne

## Osiągnięcia
- Champion’s Cup:-
- Mistrzostwo dywizji:-